# Subkarabinek HK53
HK53 – niemiecki subkarabinek, maksymalnie skrócona wersja karabinu szturmowego HK 33. HK53 powstał jako broń, która przy wymiarach pistoletu maszynowego posiadałaby większą siłę ognia.
HK53 zostały przyjęte do uzbrojenia wielu formacji mundurowych, zarówno policyjnych jak i wojskowych. Najczęściej są używane przez oddziały specjalne, jako broń przeznaczona do walki w pomieszczeniach.

## Opis
HK53 jest bronią samoczynnno-samopowtarzalną. Zasada działania oparta na odrzucie zamka półswobodnego hamowanego rolkami. HK53 strzela z zamka zamkniętego. Zamek składa się z tłoka zaporowego i trzonu zamkowego pomiędzy którymi znajdują się rolki opóźniające otwarcie zamka. Mechanizm spustowy tylko do ognia ciągłego i pojedynczego. Bezpiecznik nastawny, połączony z przełącznikiem rodzaju ognia.
HK53 jest bronią zasilaną z magazynków pudełkowych o pojemności 25, 30 lub 40 nab.
Lufa zakończona szczelinowym tłumikiem płomienia. Przewód lufy ma 6 bruzd prawoskrętnych o skoku 305 mm. Wewnątrz komory nabojowej wykonane są rowki Revellego ułatwiające ekstrakcję łuski.
Kolba składana. Przyrządy celownicze mechaniczne (celownik bębnowy).